# Mikroregion Od Okoře k Vltavě
Mikroregion Od Okoře k Vltavě je dobrovolný svazek obcí v okrese Praha-západ, jeho sídlem jsou Velké Přílepy. Jeho cílem je celkový rozvoj mikroregionu a cestovního ruchu. Sdružuje celkem 11 obcí a byl založen v roce 2001.

## Obce sdružené v mikroregionu
- Velké Přílepy
- Tursko
- Holubice
- Svrkyně
- Lichoceves
- Okoř
- Úholičky
- Libčice nad Vltavou
- Tuchoměřice
- Horoměřice
- Statenice